# Norges-la-Ville
Norges-la-Ville é uma comuna francesa na região administrativa da Borgonha-Franco-Condado, no departamento de Côte-d'Or. Estende-se por uma área de 11 km². Em 2010 a comuna tinha 967 habitantes (densidade: 87,9 hab./km²).